# Kodzsima Rjószuke
Kodzsima Rjószuke (小島 亨介) (Tojota, 1997. január 30. –) japán válogatott labdarúgó.

## Klub
A labdarúgást az Oita Trinita csapatában kezdte. 2020-ban az Albirex Niigata csapatához szerződött.

## Nemzeti válogatott
A japán U20-as válogatott tagjaként részt vett a 2017-es U20-as labdarúgó-világbajnokságon. A japán válogatott tagjaként részt vett a 2019-es Copa Américán.